# Pseudonoseris
Pseudonoseris là một chi thực vật có hoa trong họ Cúc (Asteraceae).

## Loài
Chi Pseudonoseris gồm các loài: